# Teachers (serie televisiva 2016)
Teachers è una serie televisiva statunitense creata da The Katydids, in onda dal 13 gennaio 2016 su TV Land.

## Trama
Gli insegnanti mostrano la loro prospettiva esilarante come 6 educatori delle scuole elementari che cercano di plasmare le giovani menti, anche se le loro vite non sono realmente insieme.

## Episodi
| Stagione         | Episodi | Prima TV USA | Prima TV Italia |
| ---------------- | ------- | ------------ | --------------- |
| Prima stagione   | 10      | 2016         | inedita         |
| Seconda stagione | 20      | 2017-2018    | inedita         |
| Terza stagione   | 20      | 2018-2019    | inedita         |

## Personaggi e interpreti

### Principali
- Cecilia Cannon, interpretata da Caitlin Barlow
- Chelsea Snap, interpretata da Katy Colloton
- Anna Jane "AJ" Feldman, interpretata da Cate Freedman
- Caroline Watson, interpretata da Kate Lambert
- Mary Louise Bennigan, interpretata da Katie O’Brien
- Deb Adler, interpretata da Kathryn Renée Thomas

### Ricorrenti
- Principal Toby Pearson, interpretato da Tim Bagley
- James "Hot Dad" Colton, interpretato da Ryan Caltagirone
- Marty Crumbs, interpretato da Eugene Cordero
- Blake Colton, interpretato da Trevor Larcom
- David, interpretato da Zackary Arthur
- Beth, interpretata da Cheyenne Nguyen
- Annie, interpretata da Lulu Wilson
- Tiffany, interpretata da Siena Agudong
- Peter, interpretato da Nicolas Hedges
- Brad, interpretato da Mataeo Mingo
- Damien Adler, interpretato da Haley Joel Osment
- Frank Humphrey, interpretato da Richard T. Jones
- Brent, interpretato da Ryan Hansen
- Mavis, interpretata da Patricia Belcher

## Produzione
La serie è basata sull'omonima web series, creata ed interpretata da The Katydids. Gli episodi erano diretti da Matt Miller e prodotti dalla Cap Gun TV.
TV Land ha ordinato l'episodio pilota il 19 marzo 2014. Alison Brie, The Katydids, Matt Miller e la Cap Gun TV sono i produttori esecutivi, mentre Ian Roberts e Jay Martel sono gli showrunner. Il 1º ottobre 2014, TV Land ha ordinato la prima stagione della serie, composta da 10 episodi.
Il 3 marzo 2016, la serie viene rinnovata per una seconda stagione, composta da 20 episodi, divisi in due parti e trasmessi dal 17 gennaio 2018 al 16 gennaio 2018.
Il 20 aprile 2017, viene rinnovata anche per una terza stagione, sempre composta da 20 episodi. Anche questa stagione viene divisa in due parti, con i primi 10 episodi, trasmessi dal 5 giugno al 14 agosto 2018, mentre i restanti 10, sono previsti per il 2019.
Il 20 novembre 2018, TV Land annuncia che la stagione sarebbe stata l'ultima.